# Cairns von Tulloch of Assery

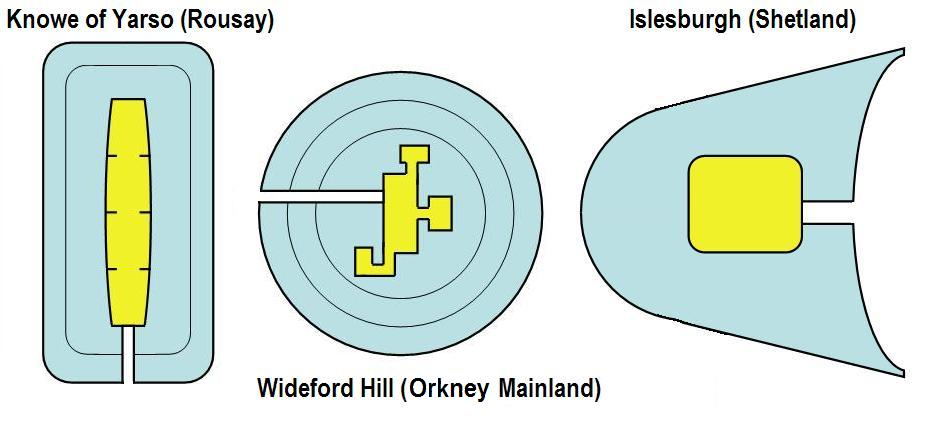
Schema schottischer Cairns – links ein Stalled Cairn, ähnlich Tulloch B – rechts ein einseitig gehörnter Cairn, ähnlich Tulloch A (der allerdings doppelseitig gehörnt ist)

 Die beiden Cairns von Tulloch of Assery (Cairn A und B) im Loch Calder, südwestlich von Thurso in Caithness in Schottland, wurden 1961 (ebenso wie der etwa 250 Meter entfernte Tulach an tSionnaich) im Vorfeld der Anhebung des Niveaus des Loch Calder von J. X. W. P. Corcoran ausgegraben. Die Cairns lagen zu dieser Zeit am Rande des Loch Calder. Die Oberfläche des Sees ist in den letzten Jahren gestiegen, so dass das Wasser heute die Cairns umschließt. Die Anlagen sind Varianten der schottischen Passage tombs bzw. der Stalled Cairns.

## Tulloch A
Die Gänge, Vorkammern und Kammern  öffnen von den gepflasterten Vorplätzen eines Nord-Süd orientierten kurzen doppelt gehörnten Cairns mit getrennten Kammern im Norden und Süden. Corcoran ist der Ansicht, dass sich Tulloch A aus einem runden Cairn entwickelte, der später zu einem doppelt gehörnten umgebaut wurde.

### Nordkammer
Der über 4,0 Meter lange und etwa 1,0 m breite leicht gebogene Gang führt in eine knapp zwei Meter lange Vorkammer aus Trockenmauerwerk, die etwa die doppelte Breite des Ganges hat und an den Enden durch Platten begrenzt wird, die axial einheitlich breite Durchgänge frei lassen. Die mehrheitlich durch Platten gebildete Kammer ist etwa 2,5 m lang und ebenso breit.  In der Kammer wurden die unverbrannten Knochen auf einer niedrigen seitlichen Steinplattform platziert. Die Reste der letzten Bestattung lagen nahe dem Zugang zur Kammer. Es gab keine Artefakte in der nördlichen Kammer.

### Südkammer
Der über 2,0 Meter lange und etwa 0,8 m breite Gang führt in eine knapp zwei Meter lange Vorkammer aus Trockenmauerwerk, die sich einseitig auf die dreifache Gangbreite erweitert. Sie wird an den Enden durch Platten begrenzt. Die mehrheitlich von Platten gebildete Kammer ist etwa 2,5 m lang und ebenso breit. Der Nachweis umfangreicher Störungen, einschließlich einer im 19. Jahrhundert erfolgten, erklärt die fast vollständige Leere der südlichen Kammer. Das einzige erkennbare Artefakt war eine Pfeilspitze vom Typ Petit-tranchet aus Feuerstein, die in der südlichen Kammer gefunden wurde.

## Tulloch B
Ein großer runder Cairn bedeckt einen langen, schmalen gebogenen Gang aus Orthostaten, der nach Südosten öffnet und eine dreifach gegliederte rechteckige, leicht gebauchte Kammer vom Camster-Typ erschließt, die wahrscheinlich später als Tulloch A ist. Die Seitenwände der Kammer sind aus Trockenmauerwerk, stabilisiert und unterteilt durch große Platten.
Der über 7,0 Meter lange und etwa 1,0 m breite Gang führt in eine etwa 5,5 m lange und mittig etwa 3,0 m breite Kammer. Die Endwände und zwei Paare aus der Wand vorspringender Orthostaten tragen dazu bei, ein Gewölbe aus Trockenmauerwerk zu bilden (wahrscheinlich ein Tonnengewölbe). Unverbrannte menschliche Knochen lagen auf einem diskontinuierlichen Pflaster, unter dem sich ein Depot mit verbrannten Knochen, Holzkohle und undekorierte Scherben neolithischer Keramik befanden.
Vor der Ausgrabung war es ein mit Gras bewachsener Rundhügel von etwa 33,0 m Durchmesser und über 3,6 m Höhe, ohne Anzeichen einer Kammer. Funde der Ausgrabungen sind im National Museum of Antiquities of Scotland (NMAS) aufbewahrt.